# Los Fresnos (CDP)
Los Fresnos – jednostka osadnicza w Stanach Zjednoczonych, w stanie Teksas, w hrabstwie Webb.